# Élections législatives grecques de 1899
Les élections législatives grecques du 7 février 1899 élurent les membres du parlement grec. Les « partisans » de Charílaos Trikoúpis ou Nouveau Parti arrivèrent en tête. Celui-ci étant mort depuis 1896, son successeur à la tête du Nouveau Parti, Geórgios Theotókis devint Premier ministre en avril.

## Fonctionnement du scrutin
Conformément à la constitution de 1864, les élections se déroulèrent au suffrage masculin direct et secret. Depuis 1877, hormis quelques exceptions, tous les hommes de plus de 21 ans étaient électeurs. Les députés étaient répartis en proportion de la population de la province : un député pour 10 000 habitants ; avec un minimum de 150 députés. Une loi de 1862 stipulait de plus que les Grecs « hétérochtones » (vivant hors des frontières du pays, à l'inverse des « autochtones » vivant à l'intérieur) étaient aussi électeurs.
Les députés étaient élus à la majorité absolue, au niveau provincial. Chaque électeur disposait d'autant de votes qu'il y avait de candidats. Les électeurs, la plupart analphabètes, ne votaient pas avec des bulletins, mais avec des boules de plomb. Il y avait autant d'urnes qu'il y avait de candidats. L'électeur glissait la main dans l'urne et plaçait sa boule soit à droite (partie blanche, inscrite « oui »), soit à gauche (partie noire, inscrite « non »). Les urnes étaient en acier recouvert de laine pour éviter qu'un bruit quelconque informe de la façon dont l'électeur avait voté. Le député qui avait obtenu la majorité (en principe), mais proportionnellement le plus de voix (dans la réalité) était élu.

## Résultats
Les partis étaient alors plutôt identifiés par le nom de leur chef de file. 
Il y avait 235 sièges à pourvoir. Les « partisans » de Charílaos Trikoúpis ou Nouveau Parti arrivèrent en tête avec 110 sièges (46,8 % de l'assemblée), loin devant les partisans de Theódoros Deligiánnis  (35 sièges, moins de 15 % du parlement), et ceux d'Aléxandros Zaïmis (35 sièges, moins de 15 % du parlement). Geórgios Theotókis devint Premier ministre.
| Partisans de Charílaos Trikoúpis ou Nouveau Parti           | 110     |
| Partisans de Theódoros Deligiánnis                          | 35      |
| Partisans d'Aléxandros Zaïmis                               | 35      |
| Partisans de Leonídas Deligeórgis                           | 20      |
| Partisans de Dimítrios Rállis                               | 4 à 6   |
| Partisans de Constantin Carapanos                           | 3 à 6   |
| Indépendants                                                | 23 à 28 |
| Total                                                       | 235     |
| Source : Pantelis, Koutsoubinas, Gerapetritis, 2010, p. 855 |         |